# 王子警察署
王子警察署（おうじ けいさつしょ）は、警視庁が管轄する警察署の一つである。所属は第十方面本部であり、北区の中央部を管轄している。
署員数およそ240名、識別章所属表示はRB。

## 所在地
- 東京都北区王子三丁目22番22号
  - 最寄駅：東日本旅客鉄道京浜東北線・東京地下鉄南北線・都電荒川線の王子駅

## 管轄区域
北区のうち、以下の町丁を管轄。特記のないものはその町丁の全域を管轄。
- 王子一丁目（飛鳥山公園の敷地を除く）、王子二・三・四・五・六丁目（飛鳥山公園の敷地は滝野川警察署の管轄）
- 豊島一・二・三・四・五・六・七・八丁目
- 堀船一・二・三・四丁目
- 岸町一・二丁目
- 王子本町一・二・三丁目
- 十条台一・二丁目
- 上十条一・二・三・四・五丁目
- 十条仲原一・二・三・四丁目
- 中十条一・二・三・四丁目
- 東十条一・二・三・四・五・六丁目

## 沿革
- 1910年（明治43年）3月13日：板橋警察署王子分署開設。
- 1919年（大正8年）6月11日：王子警察署に昇格。
- 2018年（平成30年）3月17日：新庁舎で業務開始。仮庁舎（旧北区立中央図書館）から移転。

## 組織
- 警務課
- 交通課
- 警備課
- 地域課
- 刑事組織犯罪対策課
- 生活安全課

## 交番
- 王子駅前交番（北区王子一丁目4番12号）
- 王子五丁目交番（北区王子五丁目4番7号）
- 東十条交番（北区東十条三丁目14番5号）
- 十条駅前交番（北区上十条二丁目27番）
- 十条仲原交番（北区十条仲原三丁目14番3号）
- 中十条交番（北区中十条二丁目10番1号）
- 王子本町交番（北区王子本町一丁目15番21号）

## 過去に存在した交番
- 馬坂交番（北区中十条三丁目）2006年（平成18年）中十条交番に統合され閉所

## 駐在所
- 豊島五丁目駐在所（北区豊島五丁目2番41号）